# Frank McConnell
Frank Duncan McConnell (ur. 17 stycznia 1887 w Vancouver, zm. 21 grudnia 1933 tamże) – kanadyjski lekkoatleta specjalizujący się w biegach sprinterskich, uczestnik igrzysk olimpijskich.
Kanadyjczyk wziął udział w trzech konkurencjach lekkoatletycznych podczas V Letnich Igrzysk Olimpijskich w Sztokholmie w 1912 roku. Na dystansie 100 metrów odpadł w eliminacjach, gdzie zajął w swoim biegu miejsca 3-4 (czas nieznany). Także na fazie eliminacyjnej zakończył swój start w biegu na 200 metrów. W sztafecie 4 × 100 metrów McConnell biegł na pierwszej zmianie. W eliminacjach sztafeta kanadyjska ustanowiła rekord olimpijski czasem 46,2 sekundy, lecz już w następnym biegu został on poprawiony przez sztafetę amerykańską o 2,5 sekundy. W półfinale Kanadyjczycy ustanowili nowy rekord kraju czasem 43,5 sekundy, jednak nie zakwalifikowali się do finału.

## Rekordy życiowe
- bieg na 100 metrów – 11,0 (1908)
- bieg na 200 metrów – 22,3y (1912)